# Honda Dio
Honda DIO — японский скутер, первое поколение которого увидело свет в 1988 году. Отличается компактностью и манёвренностью, славится надёжностью и высоким потенциалом для тюнинга. Наиболее популярен в Японии, России, Украине и Азиатских странах.. Собирался в Японии (до 2001), Китае (2001-2012) и в Индии.

## Модели

### Первое поколение

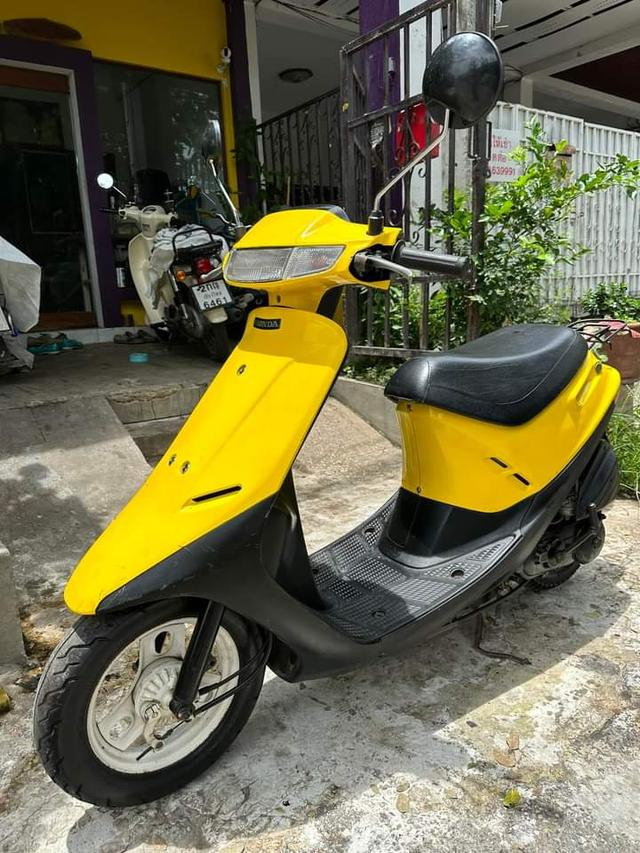
Honda Dio AF18

Dio (AF-18/25). Honda начала выпуск скутера Dio в январе 1988 года. Модель была очень удачна для своего времени, дизайн, удобство компоновки и надёжность обеспечили дебютанту высокий спрос. Выпускался в двух вариантах: с барабанным (AF-18) и дисковым (AF-25 SR — с 1990 года) передним тормозом. Также существовали спец-версии Dio SP, которые отличались от обычных AF-18 новыми яркими расцветками и иным оформлением комбинации приборов. В 1992 году первое поколение Dio сняли с производства.

### Второе поколение

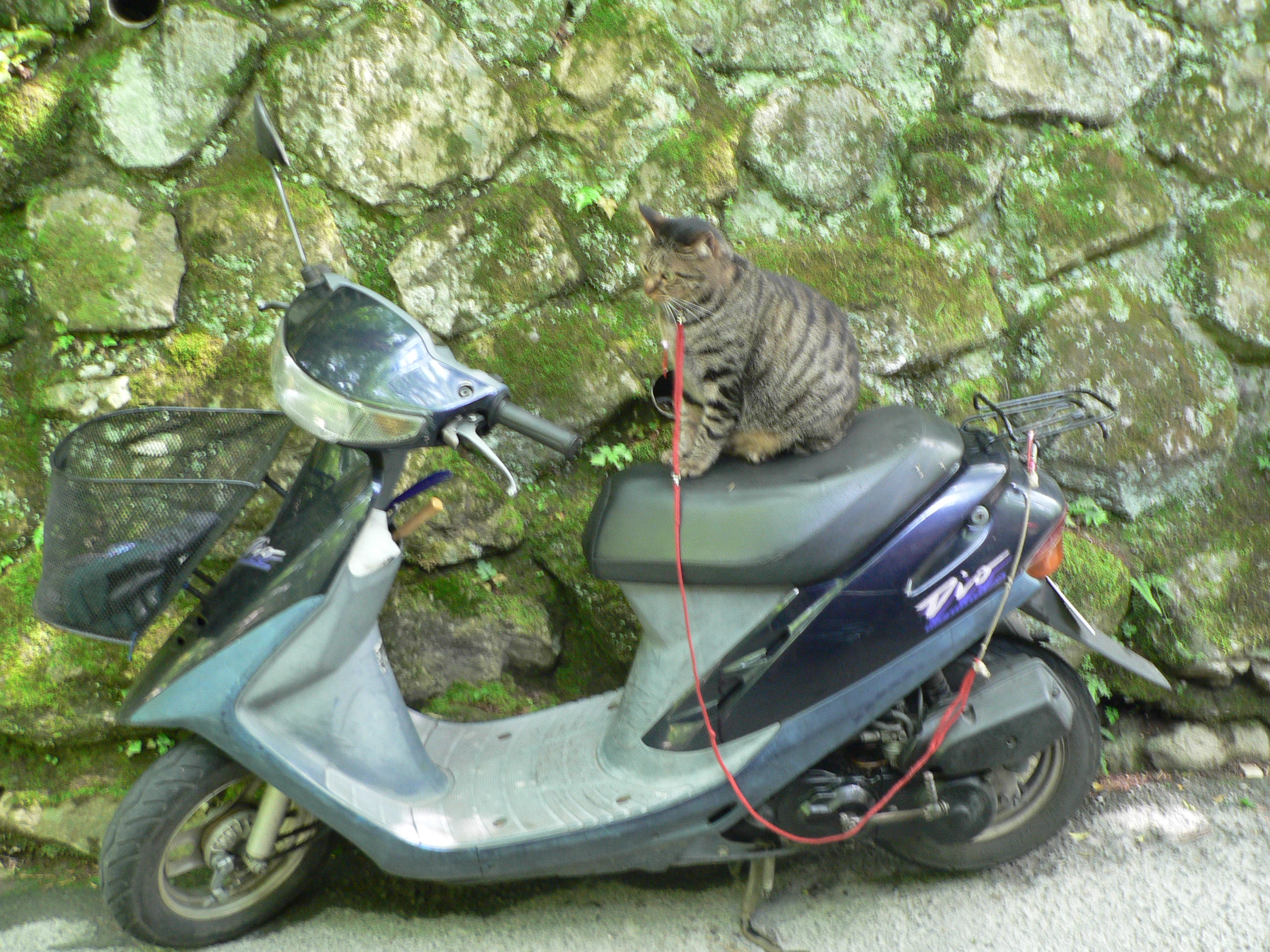
Honda Super Dio

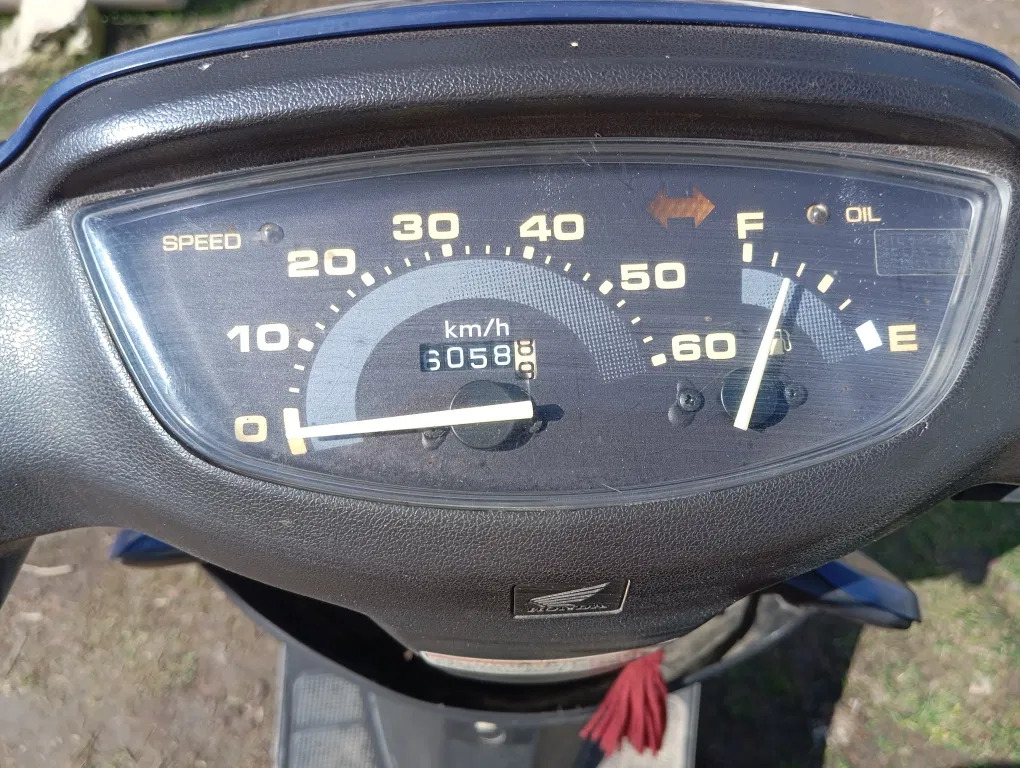
Приборная панель Honda Dio AF 27

Super Dio (AF-27/28). Появилась на свет в 1990 году. По сути, это рестайлинг предыдущей модели Dio, что подтверждается схожестью в дизайне и оставшимся практически без изменений двигателем AF-18E. Однако новая модель подросла в габаритах, обзавелась карманом под рулём и стала выпускаться в большем количестве комплектаций. Самая простая — базовая Super Dio — оснащалась барабанными тормозами, версия SR (AF-28) — с дисковым тормозом , ZX — спортивная комплектация, включающая форсированный двигатель, дисковый тормоз, спойлер со стоп-сигналом вместо багажника и хромированный глушитель, XR Baja — версия с эндуро-уклоном, оснащенная дисковым тормозом, рулём от мотоцикла Honda XR250 Baja вместе с оптикой, приборной панелью и ветрозащитой рук. Также для японского рынка выпускались электро-версии этого поколения Dio с аккумуляторными батареями вместо бензобака и зарядкой от розетки. С производства второе поколение популярной Dio было снято в 1996 году, однако некоторое время эта модель выпускалась под названием Dio Fit и отличалось от обычных AF-27 полностью изменённым дизайном пластиковых облицовок и оптикой.

### Третье поколение

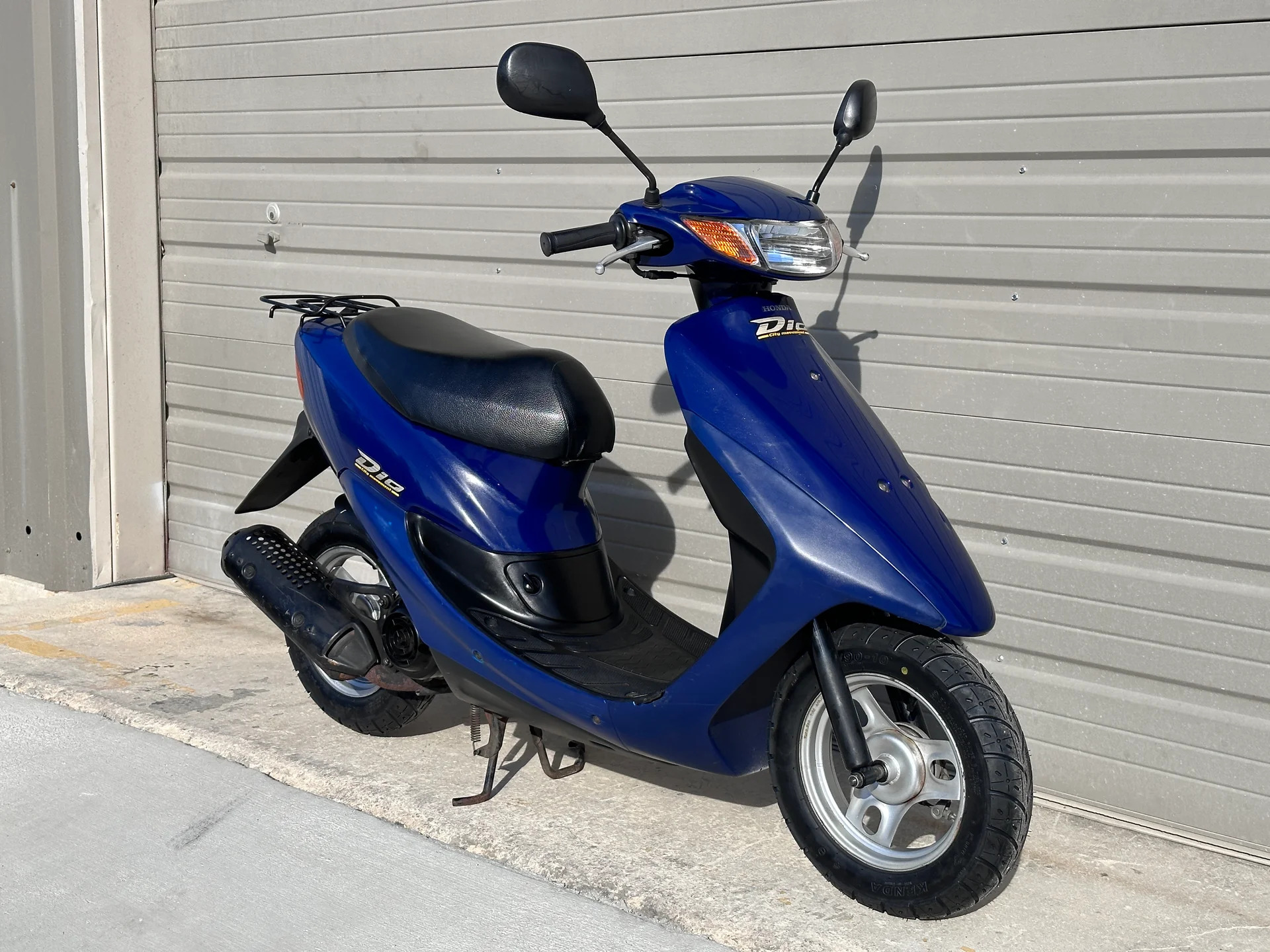
Honda Dio AF 34

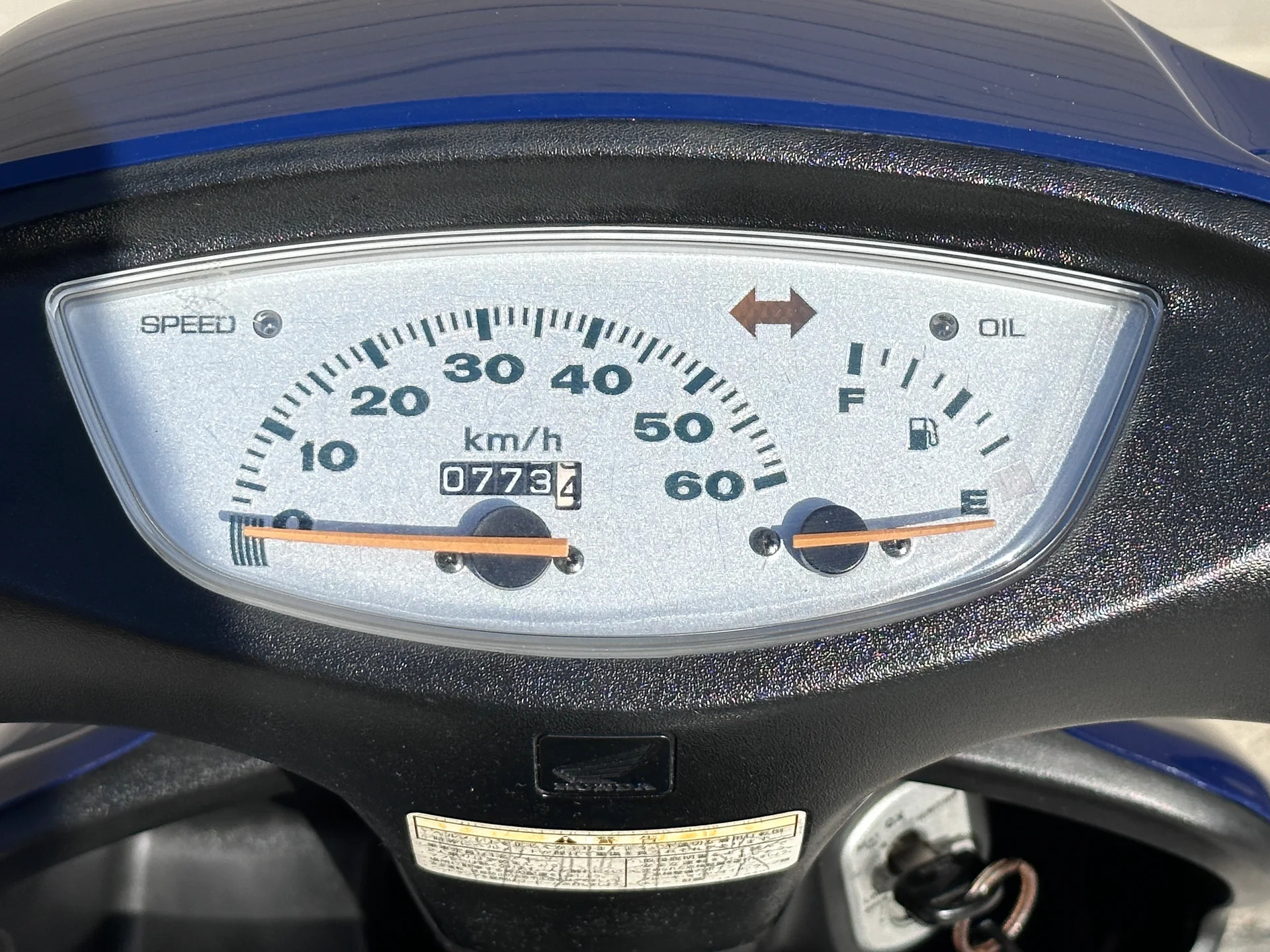
Приборная панель Honda Dio AF 34

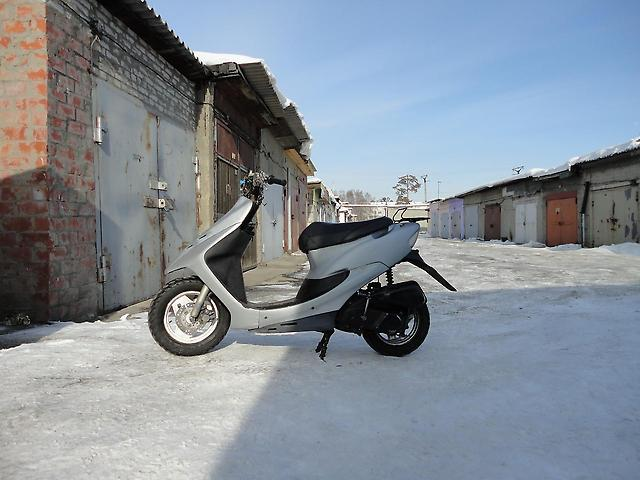
Honda Dio AF 35 SR

Live Dio (AF-34/35). В 1994 году начат выпуск модели Honda Live Dio. Совершенно новая модель была оснащена новым двигателем AF-34E с горизонтальным расположением цилиндра, что позволило сделать пол подседельного багажника ровным.Дизайн облицовок кардинально поменялся и выполнен в модном для 1990-х годов «биодизайне», передняя оптика стала «хрустальной». Кроме базовой комплектации, существовали модели ZX И SR (передний дисковый тормоз), SR Combi Brake (комбинированная тормозная система), ZX (спортивная версия с передними масляными амортизаторами, дисковым тормозом, спойлером, более мощным двигателем, а с 1996 года и на литых шестиспицевых дисках), Cesta (встроенная в переднюю часть корзина) и версия ST с ABS. В 1997 году был проведён небольшой фейслифтинг, после которого эта модель получила переднюю фару новой формы. В 2001 году стал устанавливаться защищённый противоугонной защитной шторкой центральный замок, который позволял открывать багажник, не вынимая ключа зажигания из замка. Стоит отметить, что версии ZX, как наиболее престижные, периодически выпускались в специальных ограниченных сериях, наиболее известными из которых являются: спецвыпуск к 50-летию компании Honda (бело-красная расцветка, эмблемы на облицовках и ключе зажигания), спецвыпуск, посвященный команде BAR-Honda F-1 (серебристо-красная расцветка, особые логотипы на облицовках) а также спец-серия с полупрозрачным пластиком облицовок (три варианта — красный, жёлтый и синий). В 2004 году поколение Live Dio снято с производства.

### Четвёртое поколение

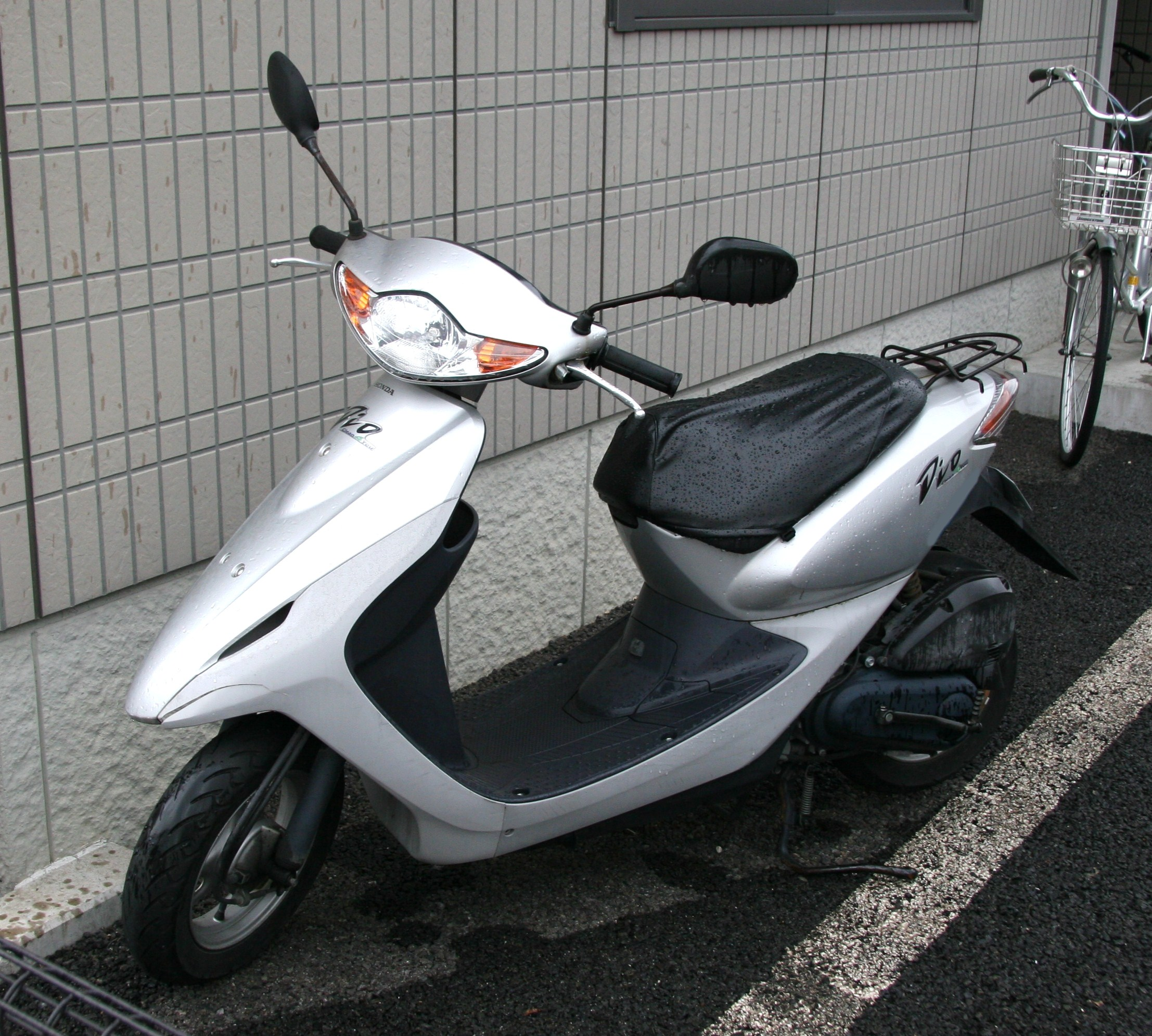

Smart Dio (AF-56/57/63). В 2001 году Honda изменила вектор развития модели Dio, выпустив новое поколение с приставкой Smart. Главное отличие от предыдущих поколений — новейший четырёхтактный двухклапанный двигатель с жидкостным охлаждением. Установка четырёхтактного мотора была продиктована ужесточающимися экологическими требованиями; вследствие этого новые Dio стали слабее своих двухтактных предшественников (крутящий момент 4,6 Н·м и мощность 5 л. с. против 6,2 Н·м и 5,4 л. с. у Live Dio S (декабрь 2001)), но в то же время намного более экономичными (экономия топлива составила до 60 % по сравнению с предыдущим поколением, и теперь на 1 литре бензина можно было проехать до 75 км при скорости 30 км/ч) и надёжными (по данным производителя, Smart Dio способен проехать до 100 тыс. км без капитального ремонта при условии своевременного выполнения техобслуживания). Установка более сложного, а следовательно, тяжёлого двигателя повлекла за собой облегчение силовой структуры скутера — рама стала алюминиевой. Компоновочная идеология осталась прежней — это был по-прежнему небольшой юркий городской скутер с объёмным карманом и багажником и бензобаком под полом. Дизайн соответствовал духу времени: появились острые грани, передняя и задняя оптика «хрустальная». Комплектации три: базовая (AF56), DX (AF57) с дисковым тормозом и Z4. Z4 выпускался в двух вариантах: первый — это тот же DX, но со спойлером, литыми дисками и эмблемами Z4; второй (обозначение AF63) — появился в 2004 году и оснащался четырёхклапанным инжекторным двигателем, масляными амортизаторами, спойлером, литыми дисками и системой, глушащей двигатель на светофорах и автоматически заводящей его при подаче газа. В данный момент линейка Smart снятa с производства.

### Пятое поколение

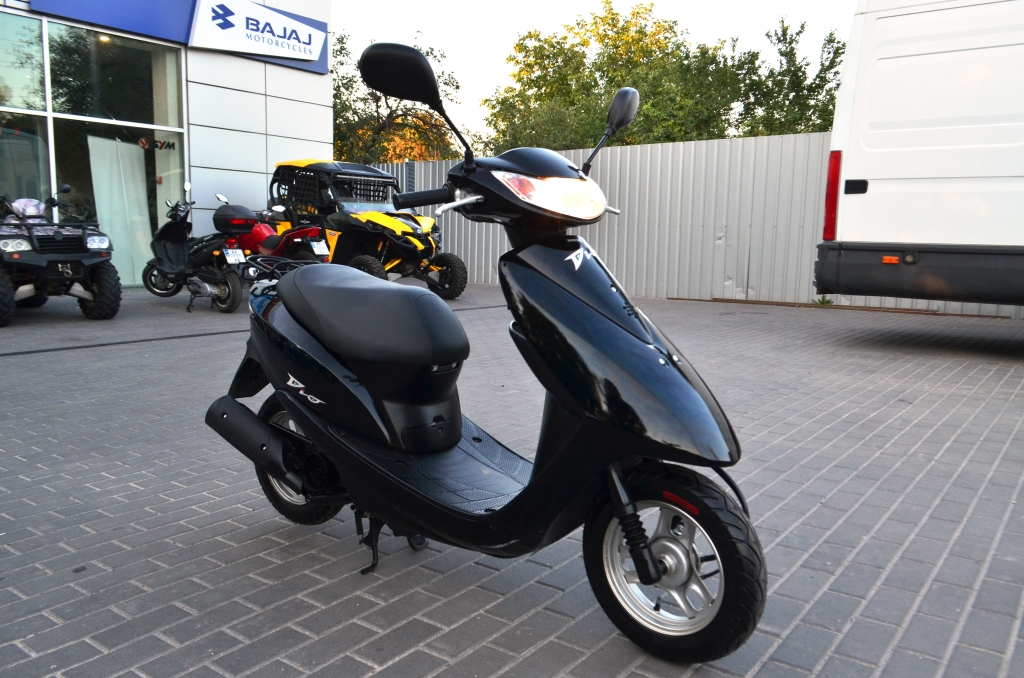
Honda Dio AF62

New Dio (AF62/68). Выпуск этого поколения модели Dio был начат в октябре 2003 года. Изменилось расположение бензобака: теперь он располагается под сиденьем, как у большинства скутеров, а не в полу. Комплектаций также всего две: обычный Dio с барабанными тормозами и Dio Cesta со встроенной корзиной. Двигатель AF61E выдает 3,8 л. с. и крутящий момент 3,7 Н·м. В 2007 году была произведена техническая модернизация этой модели — она получила новую раму и двигатель (AF67E) с электронным впрыском FI (Fuel Injection) вместо карбюратора (став называться соответственно AF68), немного видоизменился передний обтекатель, добавились новые варианты цвета кузова. Выпуск данной модели был прекращён в 2012 году.
Расход топлива New Dio около 1,25 литра на 100 км при скорости 30 км/ч.

### Шестое поколение
Dio Deluxe 100 (JF31). 18 июля 2014 года Honda представила новое поколение — Dio 110. Скутер сменил класс, стал двухместным и оснащается четырёхтактным мотором JF31E объемом 110 см3 и мощностью 8,4 л. с. Расход 1.8 л. при 30км/ч. Двигатель воздушного охлаждения. Большие 14-дюймовые колеса обеспечивают комфорт на любой дороге.